# André N. Skjelstad

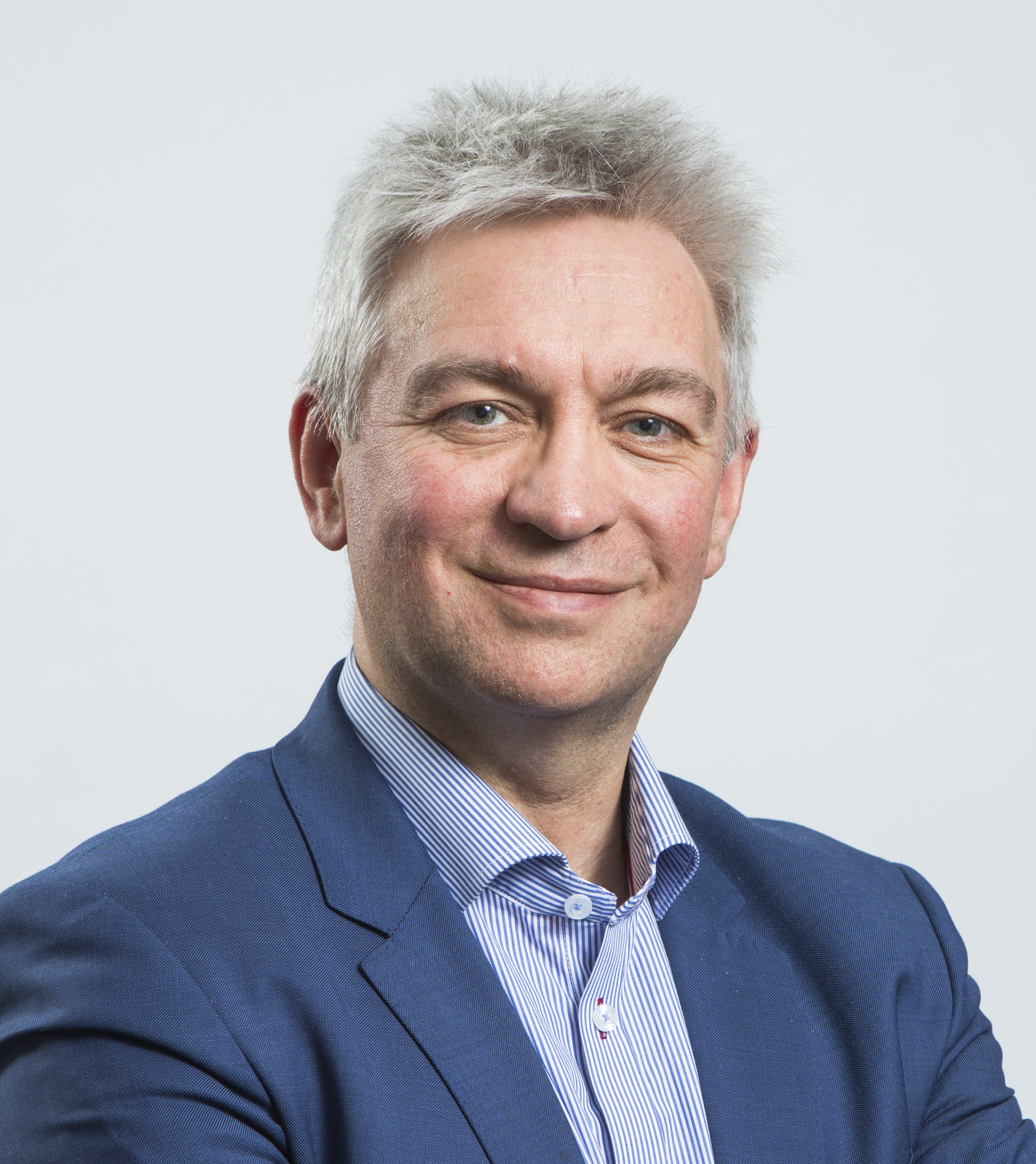
André N. Skjelstad, 2015

André Nikolai Skjelstad (* 27. August 1965 in Trondheim) ist ein norwegischer Politiker der sozialliberalen Partei Venstre. Von 2005 bis 2009 sowie erneut seit 2013 ist er Abgeordneter im Storting.

## Leben
In den Jahren 1995 bis 2007 und erneut ab 2011 war Skjelstad Mitglied im Kommunalparlament von Verran. Zwischen 2003 und 2007 und wiederum von 2011 bis 2015 war Skjelstad Abgeordneter im Fylkesting der damaligen Provinz Nord-Trøndelag. Neben seiner politischen Tätigkeit ist er als Landwirt tätig.
Skjelstad zog bei der Parlamentswahl 2005 erstmals in das norwegische Nationalparlament Storting ein. Dort vertrat er bis September 2009 den Wahlkreis Nord-Trøndelag und er wurde Mitglied im Arbeits- und Sozialausschuss. Bei der Wahl 2013 zog er erneut ins Storting ein und er wurde Mitglied des Kommunal- und Verwaltungsausschusses. Nach der Stortingswahl 2017 wechselte er in den Wirtschaftsausschuss. Zwischen Oktober 2013 und Januar 2020 war Skjelstad zudem Teil des Fraktionsvorstandes seiner Partei. Nach der Wahl 2021 wurde er erneut Mitglied im Kommunal- und Verwaltungsausschuss. Im Oktober 2022 ging Skjelstad in den Transport- und Kommunikationsausschuss über.